# 美屬薩摩亞國家公園
美屬薩摩亞國家公園位於美屬薩摩亞，分佈於圖圖伊拉島、及馬努阿群島的Ofu岛和塔乌岛。 
該地於1988年成為國家公園，1993年9月9日由美國國家公園管理局向當地政府提出簽下為期50年的租約。 
公園內有珊瑚礁和雨林，很適合遠足、潛水和水肺潛水，此地面積約9000英畝（36 km²），其中2500英畝（10 km²）是濕地。